# Jean Gutweniger
Jean Gutweniger (13 novembre 1892 – 11 luglio 1979) è stato un ginnasta svizzero.

## Palmarès

### Olimpiadi
- Argento a Parigi 1924 nella sbarra.
- Argento a Parigi 1924 nel cavallo con maniglie.
- Bronzo a Parigi 1924 nel concorso a squadre.